# 17 Brygada Artylerii (II RP)
17 Brygada Artylerii – związek taktyczny artylerii Wojska Polskiego okresu II Rzeczypospolitej.
Pierwotnie jako 3 Brygada Artylerii Wojsk Wielkopolskich.
Brygada artylerii II RP miała w swym składzie przeciętnie ok. 40 oficerów, 950 szeregowych obsługi działowej, łączności i karabinów maszynowych. Była uzbrojona w ok. 30 dział polowych 75 mm, ok. 8 dział 105 mm, ok. 30 karabinów maszynowych i ok. 1000 karabinów.
Na dzień 1 maja 1920 dysponowała 36 działami polowymi i 2 działami ciężkimi.
Tabor brygady liczył ok. 230 wozów i ok. 20 kuchni polowych.

## Skład pod koniec 1919
- 17 pułk artylerii polowej w składzie 8 baterii (3 bateria – w głębi kraju)
- I dywizjon 17 pułku artylerii ciężkiej – w głębi kraju